# Zabelê (ave)
O zabelê (Crypturellus zabele) é uma ave brasileira da família dos tinamídeos, medindo entre 33 a 36 cm. Era considerada uma subespécie do jaó-do-sul (Crypturellus noctivagus) do litoral do sudeste e sul do Brasil, do qual difere principalmente pelo colorido mais pálido, tendo sido elevada à condição de espécie em 2021. É ave cinegética. A espécie habita as matas de Minas Gerais e do Nordeste do Brasil, na caatinga, onde também é conhecida como zebelê ou zambelê. 
Alimenta-se de sementes, bagas, pequenas frutas, insetos e outros artrópodes. Uma característica na reprodução dessa espécie é a da formação de haréns de fêmeas, no período de acasalamento, que são fecundadas por machos solitários, fator que contribui para os resultados escassos obtidos nas tentativas de sua reprodução em cativeiro. Seus ovos possuem coloração verde-água, e a postura é de dois ou três deles. Seu canto consiste num forte piado de três ou quatro notas, sendo a primeira descendente, e as demais lineares. Segundo estudos em sonogramas, existem variações particulares entre as vocalizações de populações regionais dessas aves.

## Nomes populares
O nome zabelê foi selecionado como nome vernáculo técnico para a espécie pelo Comitê Brasileiro de Registros Ornitológicos (CBRO) em 2021.

## Galeria

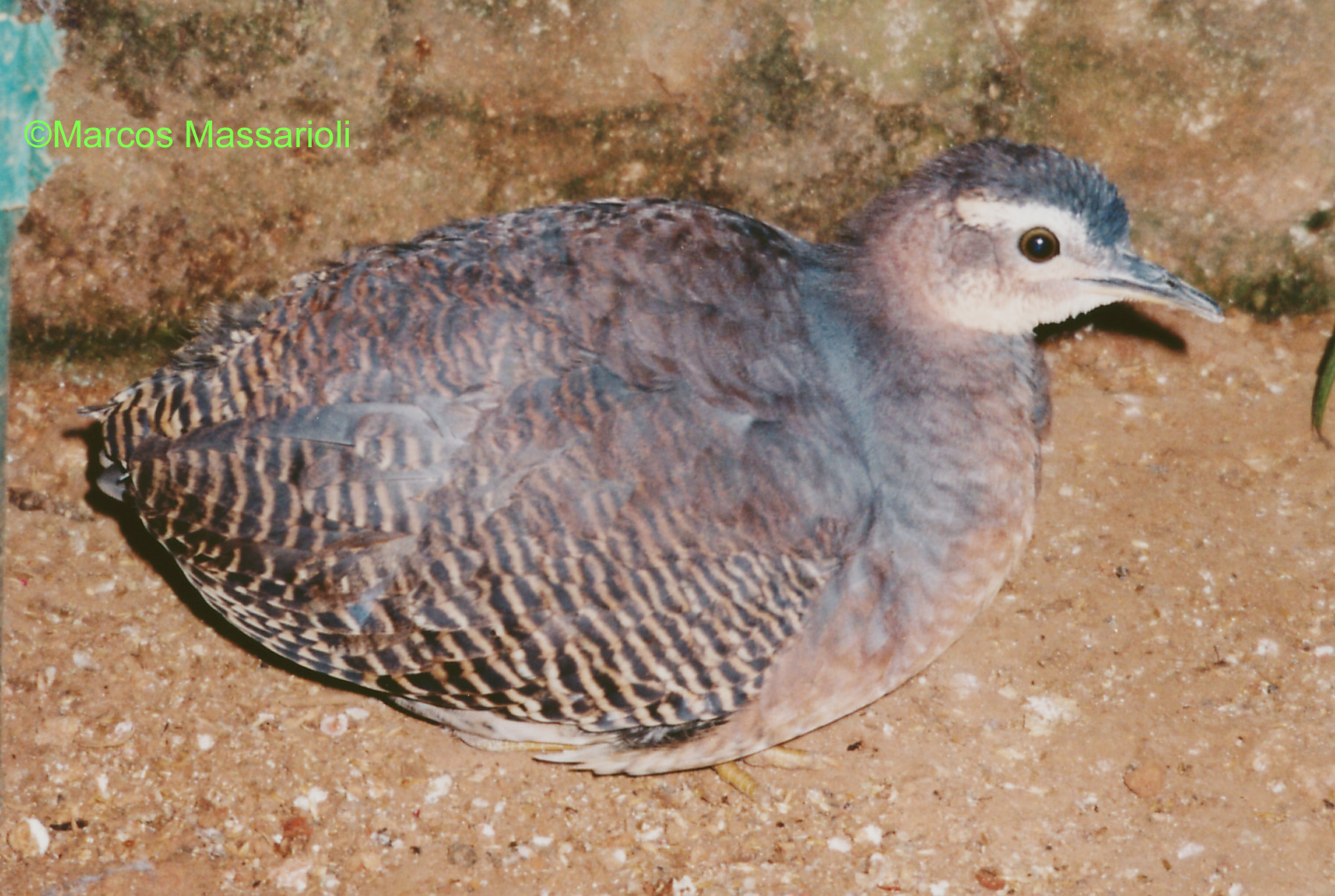
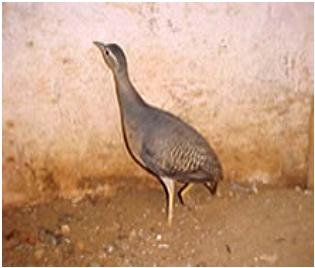
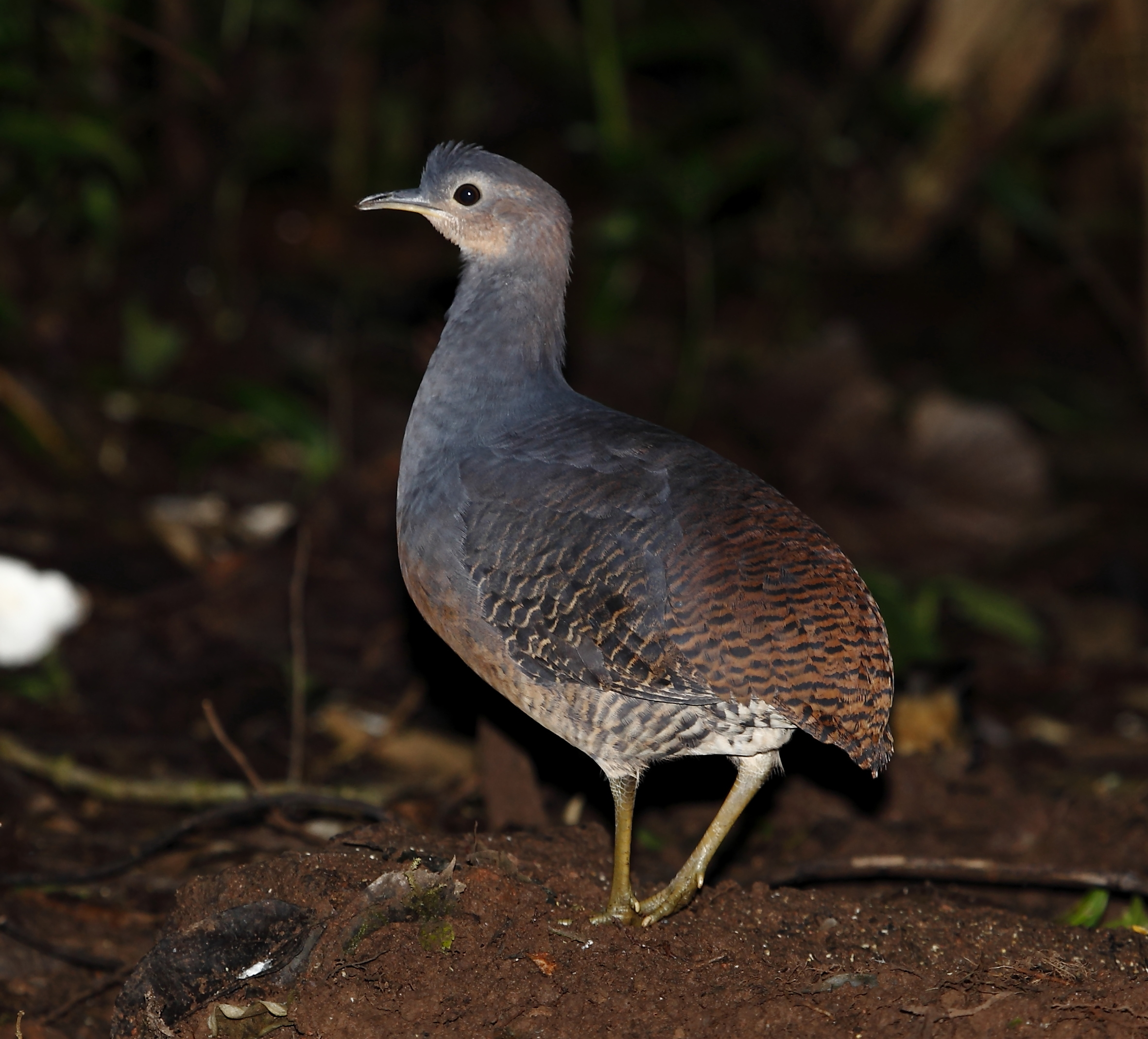